# Pachychoeta gentalis
Pachychoeta gentalis är en tvåvingeart som beskrevs av Stanley Willard Bromley 1934. Pachychoeta gentalis ingår i släktet Pachychoeta och familjen rovflugor.
Artens utbredningsområde är Guyana. Inga underarter finns listade i Catalogue of Life.